# Ульяновський трамвай
Ульяновський трамвай — діюча трамвайна мережа в місті Ульяновськ, Росія. Була відкрита 5 січня 1954.

## Маршрути діючі на початок 2010-х
- № 1 «Огни Севера» — Вокзал «Ульяновск-1»
- № 2 Северный Венец — УКСМ
- № 2Ю Парк Юности — УКСМ
- № 4Р Микрорайон «Огни Севера» — Проспект Гая
- № 5 УКСМ — Вещевой рынок
- № 6 Кондитерская фабрика «Волжанка» — 19-й микрорайон
- № 9 Дамба — Дамба
- № 10 Дамба — Дамба
- № 11 Дамба — Парк Юности
- № 14 УКСМ — Кондитерская фабрика «Волжанка»
- № 15 Микрорайон «Огни Севера» — Октябрьская
- № 17 Дамба — Дамба
- № 18 Дамба — Вещевой рынок
- № 19 Вещевой рынок — Проспект Гая
- № 107 Парк Победы — С/о «Сокольники»

## Рухомий склад на початок 2010-х
| Тип        | Штук |
| ---------- | ---- |
| Tatra T3SU | 158  |
| Tatra T6B5 | 44   |
| KTM-5A     | 2    |
| KTM-19KT   | 4    |
| KTM-8K     | 3    |
| Tatra-Reis | 3    |
| KTM-8KM    | 2    |

## Депо
- № 1 «Северное»
- № 2 «Засвияжское»